# دائرة شرشال
دائرة شرشال هي إحدى دوائر ولاية تيبازة الجزائرية ومقرها شرشال، وتضم البلديات التالية:
- شرشال
- سيدي غيلاس
- حجرة النص
- سيدي سميان

## الطرقات
- الطريق الوطني رقم 11
- الطريق الولائي رقم 109

## الموانئ
تحتوي دائرة شرشال على العديد من الموانئ التي تشرف عليها مديرية النقل لولاية تيبازة تحت وصاية وزارة النقل الجزائرية.

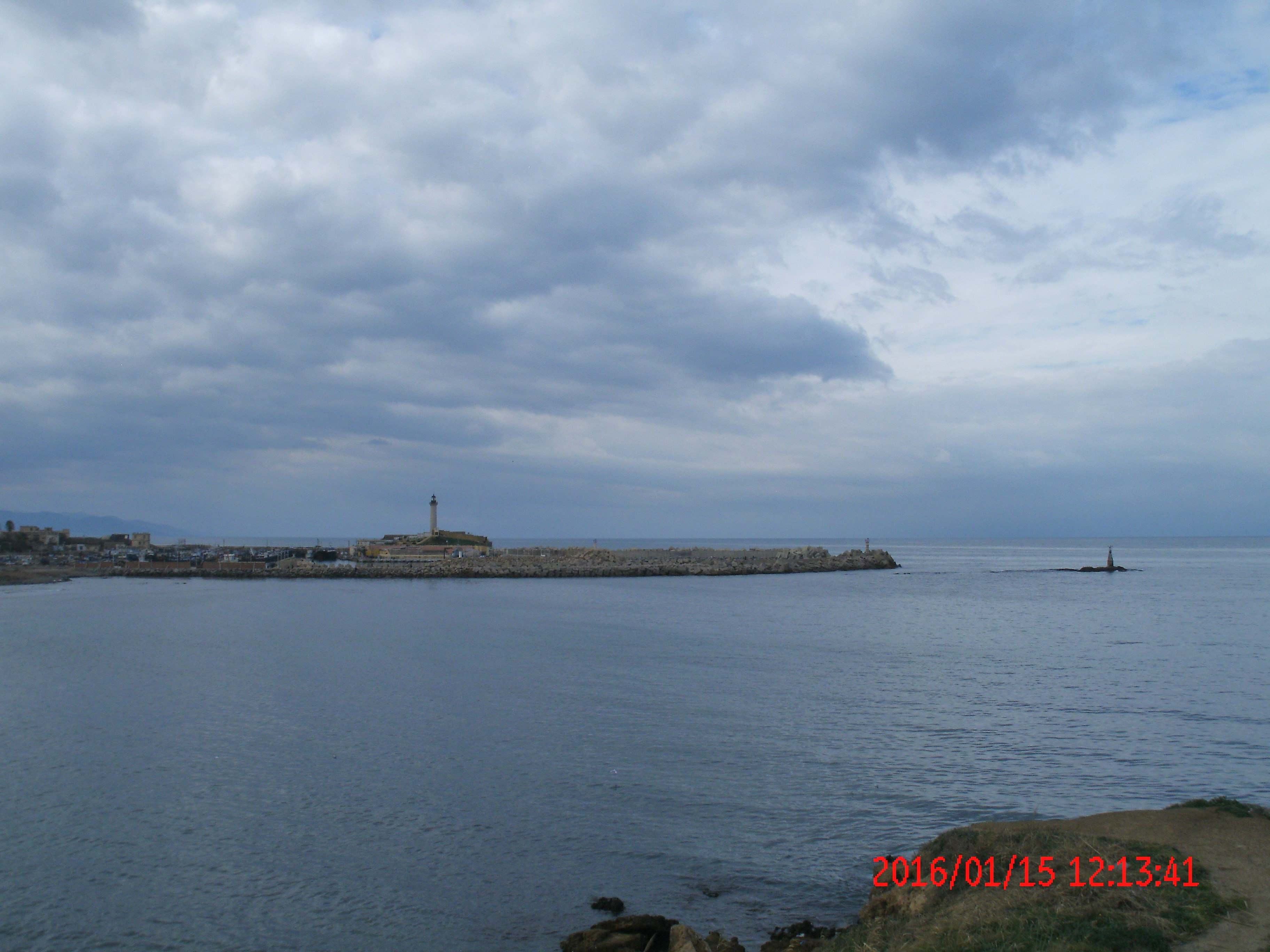
ميناء الحمدانية
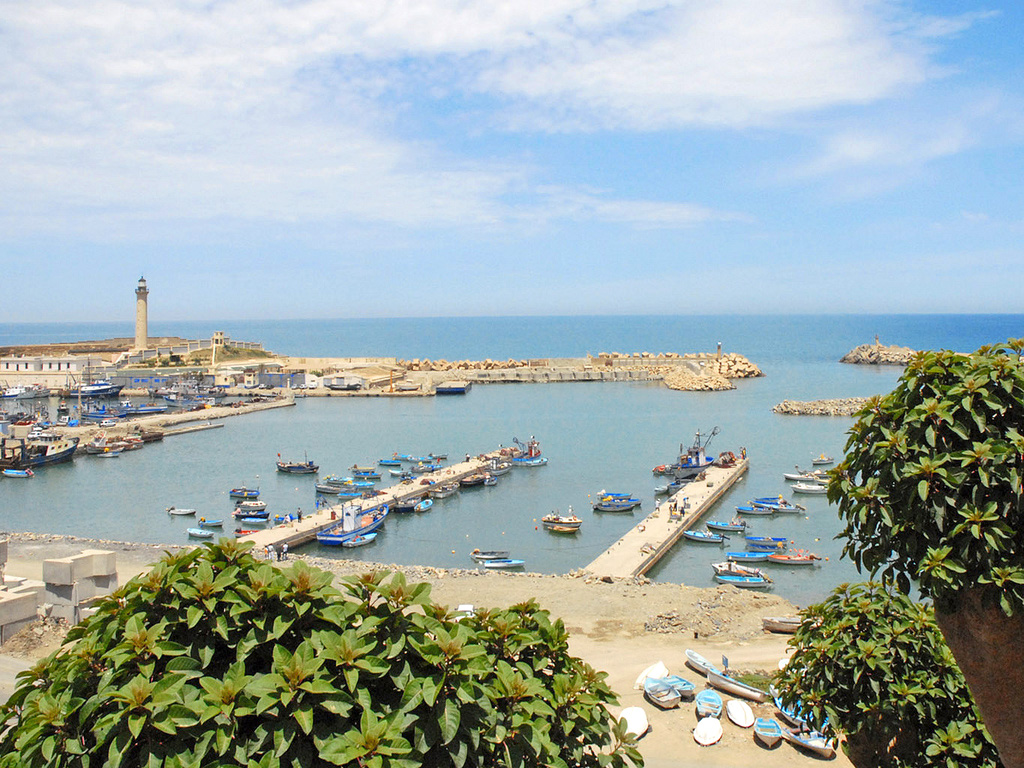
ميناء شرشال
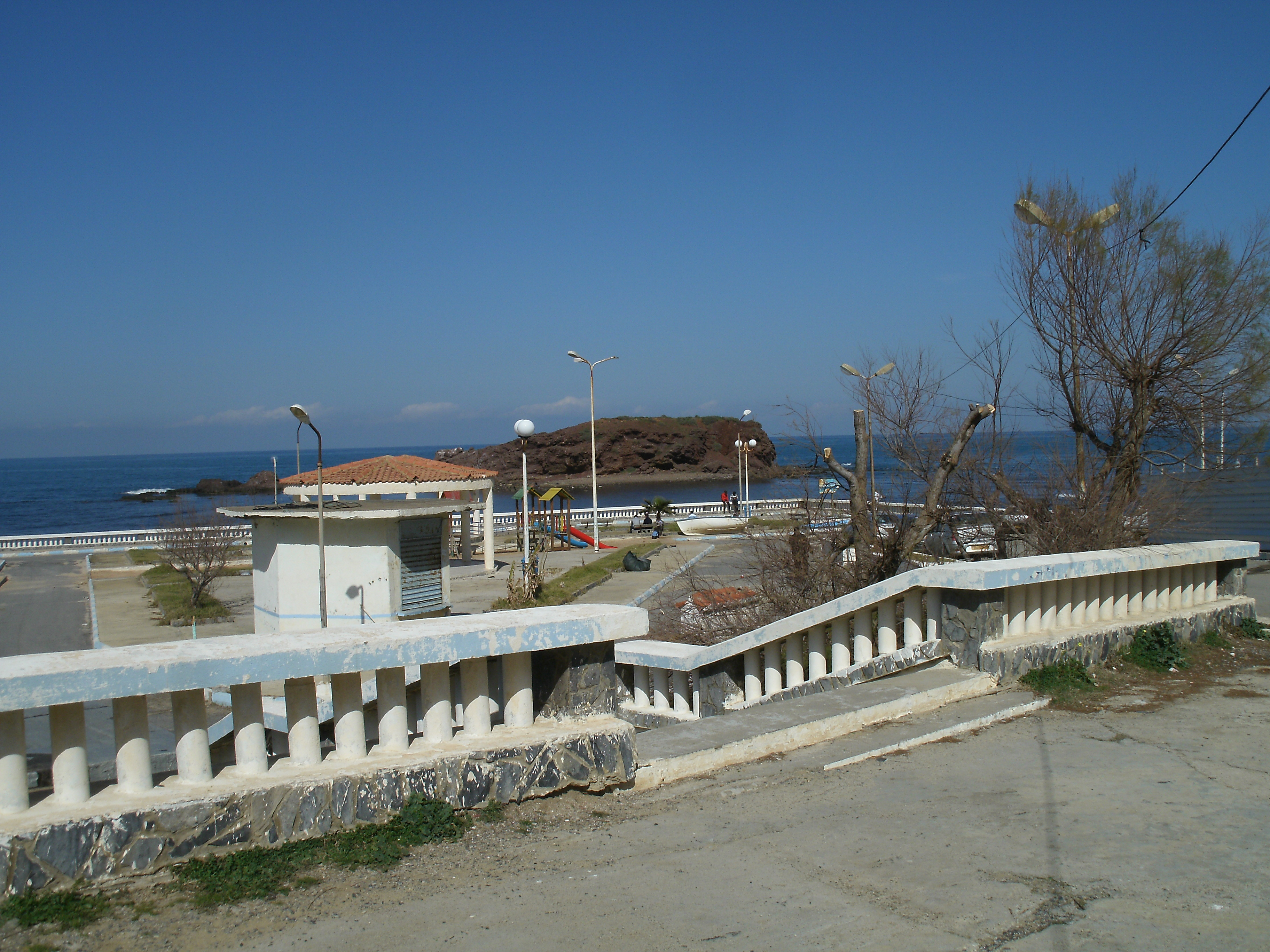
ميناء حجرة النص